# Brouwerij Sint-Arnoldus (Lebbeke)

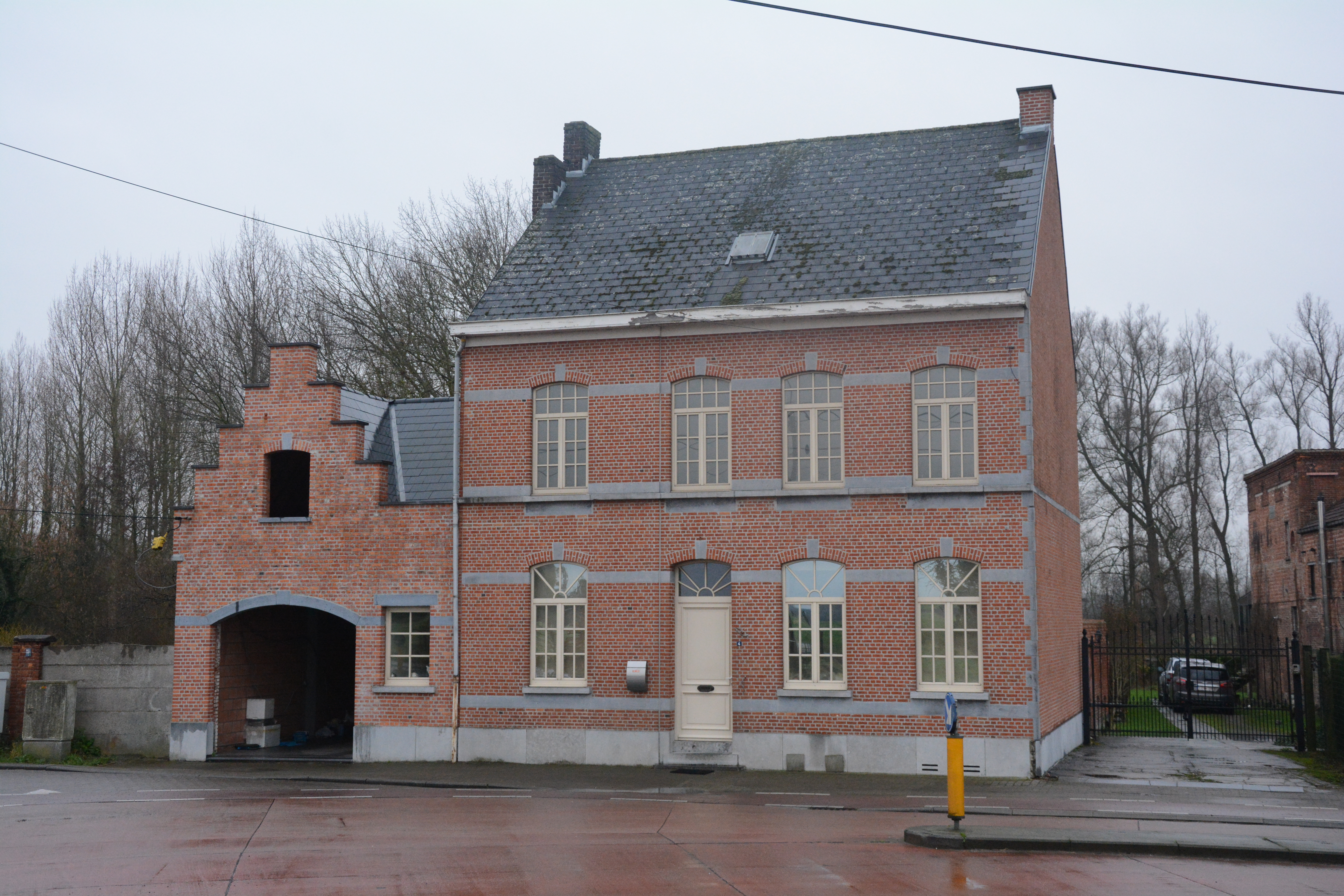
De brouwerswoning

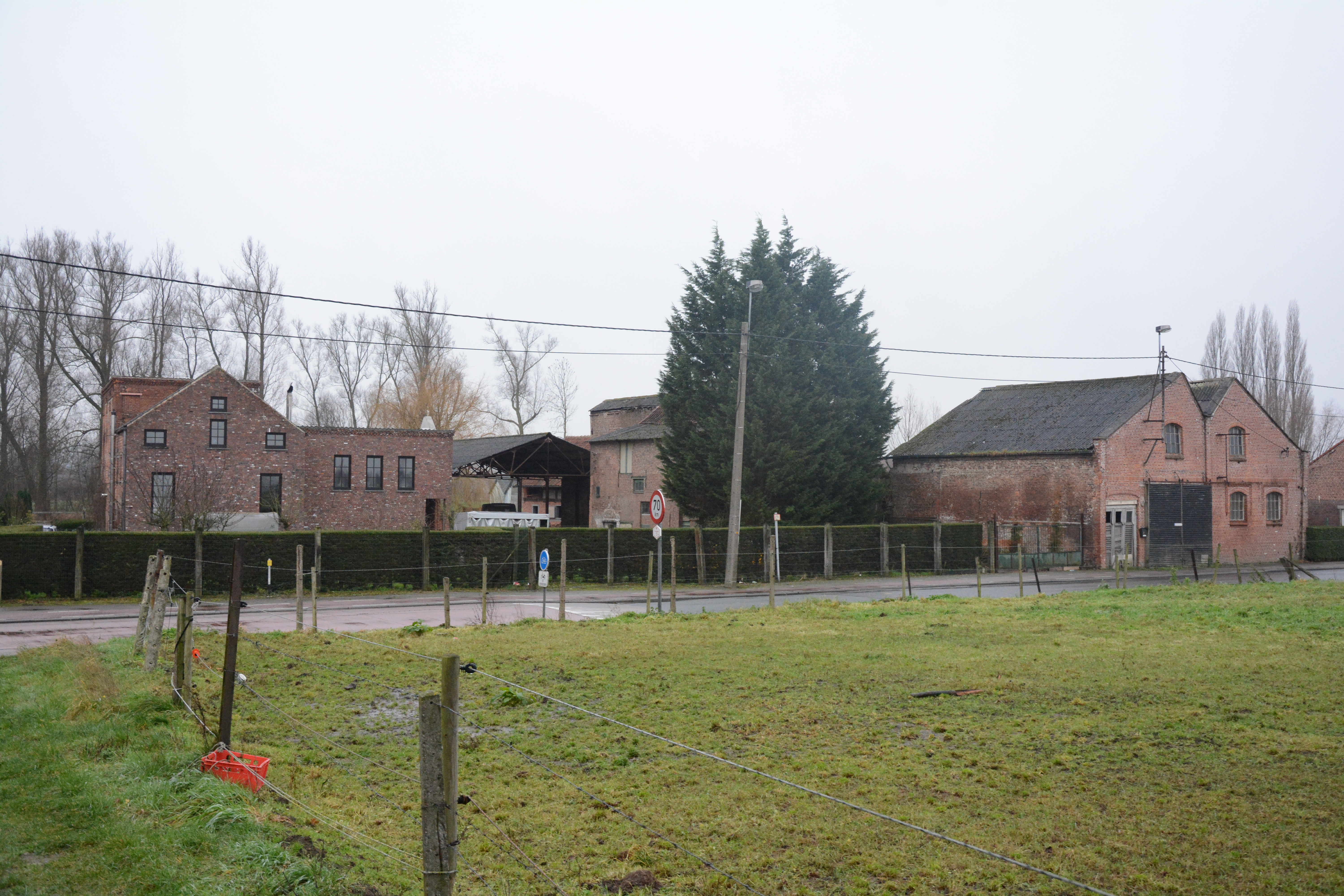
Bedrijfsgebouwen

Brouwerij Sint-Arnold(us) of Brouwerij De Witte is een voormalige brouwerij gelegen in de Aaltersestraat 4 te Lebbeke en was actief van 1939 tot 1953 . Het brouwershuis en de bedrijfsgebouwen zijn bewaard en vastgesteld op de inventaris van onroerend erfgoed.

## Bieren[1]
- Bock
- Concurrent
- Dubbele 52
- Export
- Faro
- Oud Bier
- Pils
- Pilsen
- Speciale
- Tafelbier